# Ann Todd
Dorothy Anne Todd (Hartford Cheshire, 24 de janeiro de 1909 – Londres, 6 de maio de 1993 (84 anos)) foi uma produtora e atriz britânica, ativa entre as décadas de 1931 e 1990.